# Standard Luik in het seizoen 2018/19
Dit artikel beschrijft de prestaties van de Belgische voetbalclub Standard Luik in het seizoen 2018-2019.

## Spelerskern
| Nr.           | Naam                 | Nationaliteit  | Geboortedatum | Vorige club                        |
| ------------- | -------------------- | -------------- | ------------- | ---------------------------------- |
| Keepers       |                      |                |               |                                    |
| 1             | Jean-François Gillet | België         | 31-05-1979    | KV Mechelen (2015–2016)            |
| 13            | Guillermo Ochoa      | Mexico         | 13-07-1985    | Granada (2016–2017)                |
| 16            | Arnaud Bodart        | België         | 11-03-1998    | /                                  |
| Verdedigers   |                      |                |               |                                    |
| 2             | Réginal Goreux       | Haïti          | 31-12-1987    | FK Rostov (2014–2015)              |
| 3             | Zinho Vanheusden     | België         | 29-07-1999    | Internazionale (2018)              |
| 6             | Miloš Kosanović      | Servië         | 28-05-1990    | Göztepe (2017–2018)                |
| 15            | Sébastien Pocognoli  | België         | 01-08-1987    | Brighton & Hove Albion (2016–2017) |
| 21            | Collins Fai          | Kameroen       | 13-08-1992    | Dinamo Boekarest (2013–2015)       |
| 23            | Senna Miangue        | België         | 05-02-1997    | Cagliari (2016–2018)               |
| 26            | Christian Luyindama  | Congo-Kinsh.   | 08-01-1994    | TP Mazembe (2015–2016)             |
| 29            | Luis Pedro Cavanda   | België         | 02-01-1991    | Galatasaray (2016–2018)            |
| 34            | Konstantinos Laifis  | Cyprus         | 19-05-1993    | Anorthosis Famagusta (2013–2016)   |
| Middenvelders |                      |                |               |                                    |
| 5             | Uche Henry Agbo      | Nigeria        | 04-12-1995    | Granada (2016–2017)                |
| 8             | Gojko Cimirot        | Bosnië en Her. | 19-12-1992    | PAOK Saloniki (2015–2018)          |
| 11            | Carlinhos            | Brazilië       | 22-06-1994    | Estoril (2017)                     |
| 18            | Răzvan Marin         | Roemenië       | 23-05-1996    | Viitorul Constanța (2013–2016)     |
| 20            | Merveille Bokadi     | Congo-Kinsh.   | 21-05-1992    | TP Mazembe (2012–2016)             |
| 23            | Valeriy Luchkevych   | Oekraïne       | 11-01-1996    | Dnipro Dnipropetrovsk (2013–2016)  |
| 28            | Samuel Bastien       | België         | 26-09-1996    | Chievo Verona (2016–2018)          |
| 30            | Lindon Selahi        | Albanië        | 26-02-1999    | Chievo Verona (2016–2018)          |
| 40            | Paul-José Mpoku      | Congo-Kinsh.   | 19-04-1992    | Panathinaikos (2016–2017)          |
| 11            | Alen Halilovic       | Kroatië        | 18-06-1996    | AC Milan (2018–2019)               |
| 40            | Paul-José Mpoku      | Congo-Kinsh.   | 19-04-1992    | Panathinaikos (2017–2019)          |
| 37            | Nicolas Raskin       | België         | 23-02-2001    | AA Gent U21 (2016–2017)            |
| Aanvallers    |                      |                |               |                                    |
| 9             | Renaud Emond         | België         | 05-12-1991    | Waasland-Beveren (2013–2015)       |
| 10            | Mehdi Carcela        | Marokko België | 01-07-1989    | Olympiakos (2017)                  |
| 17            | Ryan Mmaee           | België         | 01-11-1997    | Waasland-Beveren (2017–2018)       |
| 19            | Moussa Djenepo       | Mali           | 15-06-1998    | Yeelen Olympique (2016)            |
| 22            | Maxime Lestienne     | België         | 17-06-1992    | Málaga CF (2018)                   |
| 70            | Orlando Sá           | Portugal       | 26-05-1988    | Henan Jianye FC (2018)             |

- = aanvoerder

### Technische staf
| Michel Preud'homme |                           |               |
| Functie            | Naam                      | Nationaliteit |
| Coach              | Michel Preud'homme (foto) | België        |
| Assistent-coach    | Eric Deflandre            | België        |
| Assistent-coach    | Emilio Ferrera            | België        |
| Conditietrainer    | Kevin Miny                | België        |
| Keeperstrainer     | Jan Van Steenberghe       | België        |
| Teammanager        | Benjamin Nicaise          | België        |

## Bestuur
| Functie                  | Naam               | nationaliteit |
| ------------------------ | ------------------ | ------------- |
| Voorzitter / Eigenaar    | Bruno Venanzi      | België        |
| Sportief directeur       | Olivier Renard     | België        |
| Marketing & Communicatie | Alexandre Grosjean | België        |
| Hoofd jeugdopleiding     | Ingrid Vanherle    | België        |

## Uitrustingen
Shirtsponsor(s):VOO / Base

Sportmerk: New Balance

## Transfers

### Zomer
| Naam                | Nationaliteit  | Van / Naar            | Bedrag / Type          |
| ------------------- | -------------- | --------------------- | ---------------------- |
| Inkomend            |                |                       |                        |
| Samuel Bastien      | België         | Chievo Verona         | Gekocht                |
| Mehdi Carcela       | Marokko        | Granada CF            | Gekocht na huurperiode |
| Konstantinos Laifis | Cyprus         | Olympiakos            | Gekocht na huurperiode |
| Luis Pedro Cavanda  | België         | Galatasaray           | Gekocht                |
| Orlando Sá          | Portugal       | Henan Jianye FC       | Gekocht                |
| Samy Mmaee          | België         | MVV Maastricht        | Einde huur             |
| Mathieu Dossevi     | Togo           | FC Metz               | Einde huur             |
| Miloš Kosanović     | Servië         | Göztepe               | Einde huur             |
| Farouk Miya         | Oeganda        | Səbail FK             | Einde huur             |
| Jean-Luc Dompé      | Frankrijk      | SC Amiens             | Einde huur             |
| Ryan Mmaee          | België         | Waasland-Beveren      | Einde huur             |
| Ishak Belfodil      | Algerije       | Werder Bremen         | Einde huur             |
| Beni Badibanga      | België         | Lierse SK             | Einde huur             |
| Jonathan Bolingi    | Congo-Kinshasa | Royal Excel Moeskroen | Einde huur             |
| Benito Raman        | België         | Fortuna Düsseldorf    | Einde huur             |
| Dieumerci Ndongala  | Congo-Kinshasa | KRC Genk              | Einde huur             |
| Obbi Oulare         | België         | Watford FC            | Gehuurd                |
| Senna Miangue       | België         | Cagliari Calcio       | Gehuurd                |
| Maxime Lestienne    | België         | Málaga CF             | Gekocht                |
| Uitgaand            |                |                       |                        |
| Ishak Belfodil      | Algerije       | TSG 1899 Hoffenheim   | Verkocht               |
| Mathieu Dossevi     | Togo           | FC Metz               | Verkocht               |
| Benito Raman        | België         | Fortuna Düsseldorf    | Verkocht               |
| Dieumerci Ndongala  | Congo-Kinshasa | KRC Genk              | Verkocht               |
| Jonathan Bolingi    | Congo-Kinshasa | Antwerp FC            | Verkocht               |
| Jean-Luc Dompé      | Frankrijk      | AA Gent               | Verkocht               |
| Beni Badibanga      | België         | Waasland-Beveren      | Verkocht               |
| Farouk Miya         | Oeganda        | HNK Gorica            | Verkocht               |
| Edmilson jr.        | België         | Al-Duhail SC          | Verkocht               |
| Giorgos Koutroubis  | Griekenland    | CS Concordia Chiajna  | Transfervrij           |
| Samy Mmaee          | België         | STVV                  | Transfervrij           |
| Konstantinos Laifis | Cyprus         | Olympiakos            | Einde huur             |
| Mehdi Carcela       | Marokko        | Granada CF            | Einde huur             |
| Luis Pedro Cavanda  | België         | Galatasaray           | Einde huur             |
| Dimitri Lavalée     | België         | MVV Maastricht        | Verhuurd               |
| Jérôme Deom         | België         | MVV Maastricht        | Verhuurd               |
| Ryan Mmaee          | België         | Aarhus                | Verhuurd               |
| Duje Čop            | Kroatië        | Real Valladolid       | Verhuurd               |

### Winter
| Naam                | Nationaliteit  | Van / Naar     | Bedrag / Type |
| ------------------- | -------------- | -------------- | ------------- |
| Inkomend            |                |                |               |
| Alen Halilovic      | Kroatië        | AC Milan       | Gehuurd       |
| Nicolas Raskin      | België         | AA Gent U21    | Gekocht       |
| Uitgaand            |                |                |               |
| Christian Luyindama | Congo-Kinshasa | Galatasaray    | Verkocht      |
| Valeriy Luchkevych  | Oekraïne       | FK Oleksandria | Verhuurd      |
| Carlinhos           | Brazilië       | Guarani        | Verhuurd      |
| Uche Agbo           | Nigeria        | Rayo Vallecano | Verhuurd      |

## Supercup
| Supercup                                     |                        |             |                     | |                                |
| Wedstrijddetails                             | Thuisploeg             | Uitslag     | Uitploeg            | Opstelling | Kaarten                        |
| 22 juli 2018 20.00 Jan Breydelstadion Brugge | Club Brugge            | 2 - 1       | Standard Luik       | Gillet Pocognoli (30' Fai), Laifis, Luyindama, Cavanda Marin, Agbo, Bastien (68' Djenepo) Edmilson Jr., Čop (83' Emond), Mpoku | 66' Cavanda 77' Fai 87' Laifis |
| 22 juli 2018 20.00 Jan Breydelstadion Brugge | Vanaken 39' Wesley 43' | 1-0 2-0 2-1 | 49' Edmilson Junior | Gillet Pocognoli (30' Fai), Laifis, Luyindama, Cavanda Marin, Agbo, Bastien (68' Djenepo) Edmilson Jr., Čop (83' Emond), Mpoku | 66' Cavanda 77' Fai 87' Laifis |

## Crocky Cup
| Beker van België                                |               |             |                       |                                                                                               |         |
| Wedstrijddetails                                | Thuisploeg    | Uitslag     | Uitploeg              | Opstelling                                                                                    | Kaarten |
| 22 juli 2018 20.00 Maurice Dufrasnestadion Luik | Standard Luik | 1 - 2       | Royal Knokke FC       | Gillet Cavanda , Laifis, Luyindama, Kosanović Agbo, Cimirot, Carlinhos Lestienne, Sá, Carcela |         |
| 22 juli 2018 20.00 Maurice Dufrasnestadion Luik | Sá 56'        | 0-1 1-1 1-2 | 46' Dhondt 71' Dhondt | Gillet Cavanda , Laifis, Luyindama, Kosanović Agbo, Cimirot, Carlinhos Lestienne, Sá, Carcela |         |

## Jupiler Pro League

### Reguliere competitie
| Wedstrijddetails                                                | Thuisploeg                                         | Uitslag                                   | Uitploeg                                  | Opstelling | Kaarten                                                                                    |
| --------------------------------------------------------------- | -------------------------------------------------- | ----------------------------------------- | ----------------------------------------- | --- | ------------------------------------------------------------------------------------------ |
| Heenronde                                                       |                                                    |                                           |                                           | |                                                                                            |
| 27 juli 2018 20:30 Maurice Dufrasnestadion Luik                 | Standard Luik                                      | 3 - 2                                     | KAA Gent                                  | Ochoa Fai, Laifis, Luyindama, Cavanda Agbo, Marin, Bastien Mpoku (73' Carlinhos), Emond (90' Vanheusden), Djenepo (83' Čop)               | 32' Bastien 90'+5' Marin                                                                   |
| 27 juli 2018 20:30 Maurice Dufrasnestadion Luik                 | Djenepo 10' Mpoku 59' Emond 78'                    | 1 – 0 1 – 1 2 – 1 3 – 1 3 – 2             | 45+2' Yaremchuk 82' Limbombe              | Ochoa Fai, Laifis, Luyindama, Cavanda Agbo, Marin, Bastien Mpoku (73' Carlinhos), Emond (90' Vanheusden), Djenepo (83' Čop)               | 32' Bastien 90'+5' Marin                                                                   |
| 3 augustus 2018 20:30 Freethielstadion Beveren                  | Waasland-Beveren                                   | 0 - 0                                     | Standard Luik                             | Ochoa Fai, Laifis, Luyindama, Cavanda Agbo, Marin, Bastien (78' Čop) Mpoku , Emond, Djenepo (63' Carcela)                                 | 89' Carcela 90'+3' Mpoku                                                                   |
| 3 augustus 2018 20:30 Freethielstadion Beveren                  |                                                    |                                           |                                           | Ochoa Fai, Laifis, Luyindama, Cavanda Agbo, Marin, Bastien (78' Čop) Mpoku , Emond, Djenepo (63' Carcela)                                 | 89' Carcela 90'+3' Mpoku                                                                   |
| 11 augustus 2018 18:00 Maurice Dufrasnestadion Luik             | Standard Luik                                      | 0 - 0                                     | Cercle Brugge                             | Ochoa Pocognoli , Laifis, Vanheusden, Cavanda Agbo (46' Marin), Cimirot, Bastien (58' Carcela) Mpoku, Emond, Djenepo (75' Sá)             | 33' Agbo 41' Cavanda                                                                       |
| 11 augustus 2018 18:00 Maurice Dufrasnestadion Luik             |                                                    |                                           |                                           | Ochoa Pocognoli , Laifis, Vanheusden, Cavanda Agbo (46' Marin), Cimirot, Bastien (58' Carcela) Mpoku, Emond, Djenepo (75' Sá)             | 33' Agbo 41' Cavanda                                                                       |
| 18 augustus 2018 18:00 Daknamstadion Lokeren                    | Sporting Lokeren                                   | 0 - 3                                     | Standard Luik                             | Ochoa Pocognoli , Laifis, Luyindama, Fai Marin, Cimirot Carcela, Mpoku (90'+2' Bastien), Djenepo (88' Balikwisha) Sá (74' Emond)          | 32' Djenepo                                                                                |
| 18 augustus 2018 18:00 Daknamstadion Lokeren                    |                                                    | 0 – 1 0 – 2 0 – 3                         | 65' Mpoku 79' Carcela 90+3' Bastien       | Ochoa Pocognoli , Laifis, Luyindama, Fai Marin, Cimirot Carcela, Mpoku (90'+2' Bastien), Djenepo (88' Balikwisha) Sá (74' Emond)          | 32' Djenepo                                                                                |
| 25 augustus 2018 18:00 Maurice Dufrasnestadion Luik             | Standard Luik                                      | 3 - 2                                     | STVV                                      | Ochoa Pocognoli (17' Cavanda), Laifis, Luyindama, Fai Marin, Cimirot Carcela, Mpoku, Djenepo (70' Sá) Emond (90+7' Vanheusden)            | 45+2' Fai 53' Marin 56' Carcela                                                            |
| 25 augustus 2018 18:00 Maurice Dufrasnestadion Luik             | Fai 7' Luyindama 80' Emond 90+3'                   | 1 – 0 1 – 1 1 – 2 2 – 2 3 – 2             | 17' Bezus 69' Boli                        | Ochoa Pocognoli (17' Cavanda), Laifis, Luyindama, Fai Marin, Cimirot Carcela, Mpoku, Djenepo (70' Sá) Emond (90+7' Vanheusden)            | 45+2' Fai 53' Marin 56' Carcela                                                            |
| 1 september 2018 18:00 Kehrwegstadion Eupen                     | KAS Eupen                                          | 2 - 1                                     | Standard Luik                             | Ochoa Fai, Luyindama, Laifis, Miangue Carcela, Marin (90' Djenepo), Cimirot Mpoku (80' Balikwisha), Emond, Sá (74' Bastien)               | 44' Marin 90' Luyindama                                                                    |
| 1 september 2018 18:00 Kehrwegstadion Eupen                     | Toyokawa 85' Luyindama 88' (e.d.)                  | 0 – 1 1 – 1 2 – 1                         | 9' Emond                                  | Ochoa Fai, Luyindama, Laifis, Miangue Carcela, Marin (90' Djenepo), Cimirot Mpoku (80' Balikwisha), Emond, Sá (74' Bastien)               | 44' Marin 90' Luyindama                                                                    |
| 15 september 2018 18:00 Maurice Dufrasnestadion Luik            | Standard Luik                                      | 0 - 0                                     | Sporting Charleroi                        | Ochoa Cavanda, Luyindama, Laifis, Fai Marin, Cimirot, Bastien (73' Lestienne) Carcela, Emond (83' Sá), Mpoku (63' Djenepo)                | 30' Fai 76' Carcela 90+4' Fai                                                              |
| 15 september 2018 18:00 Maurice Dufrasnestadion Luik            |                                                    |                                           |                                           | Ochoa Cavanda, Luyindama, Laifis, Fai Marin, Cimirot, Bastien (73' Lestienne) Carcela, Emond (83' Sá), Mpoku (63' Djenepo)                | 30' Fai 76' Carcela 90+4' Fai                                                              |
| 23 september 2018 14:30 Constant Vanden Stockstadion Anderlecht | RSC Anderlecht                                     | 2 - 1                                     | Standard Luik                             | Ochoa Cavanda, Luyindama, Laifis, Pocognoli Marin, Agbo, Djenepo (74' Cimirot) Carcela, Emond, Lestienne (90+1' Goreux)                   | 47' Cavanda 65' Luyindama                                                                  |
| 23 september 2018 14:30 Constant Vanden Stockstadion Anderlecht | Santini 72' Sanneh 90+4'                           | 0 – 1 1 – 1 2 – 1                         | 45' Djenepo                               | Ochoa Cavanda, Luyindama, Laifis, Pocognoli Marin, Agbo, Djenepo (74' Cimirot) Carcela, Emond, Lestienne (90+1' Goreux)                   | 47' Cavanda 65' Luyindama                                                                  |
| 30 september 2018 18:00 Versluys Arena Oostende                 | KV Oostende                                        | 1 - 3                                     | Standard Luik                             | Ochoa Cavanda, Luyindama, Laifis (89' Vanheusden), Fai Marin, Cimirot, Carcela (86' Goreux) Agbo, Djenepo (68' Mpoku), Emond              | 3' Carcela 82' Luyindama                                                                   |
| 30 september 2018 18:00 Versluys Arena Oostende                 | Banda 90'                                          | 0 – 1 0 – 2 0 – 3 1 – 3                   | 24' Djenepo 48' Djenepo 59' (pen.) Emond  | Ochoa Cavanda, Luyindama, Laifis (89' Vanheusden), Fai Marin, Cimirot, Carcela (86' Goreux) Agbo, Djenepo (68' Mpoku), Emond              | 3' Carcela 82' Luyindama                                                                   |
| 7 oktober 2018 18:00 Maurice Dufrasnestadion Luik               | Standard Luik                                      | 3 - 1                                     | Club Brugge                               | Ochoa Cavanda, Luyindama, Laifis, Fai Carcela, Cimirot, Marin Djenepo (90+4' Balikwisha), Mpoku (83' Agbo), Emond (90' Vanheusden)        |                                                                                            |
| 7 oktober 2018 18:00 Maurice Dufrasnestadion Luik               | Carcela 37' Emond 62' Marin 79'                    | 1 – 0 2 – 0 2 – 1 3 – 1                   | 67' (e.d.) Luyindama                      | Ochoa Cavanda, Luyindama, Laifis, Fai Carcela, Cimirot, Marin Djenepo (90+4' Balikwisha), Mpoku (83' Agbo), Emond (90' Vanheusden)        |                                                                                            |
| 20 oktober 2018 18:00 Le Canonnier Moeskroen                    | Excel Moeskroen                                    | 0 - 0                                     | Standard Luik                             | Ochoa Cavanda, Luyindama, Laifis, Pocognoli Cimirot, Carcela, Marin Mpoku (74' Carlinhos), Emond (78' Sá), Djenepo                        |                                                                                            |
| 20 oktober 2018 18:00 Le Canonnier Moeskroen                    |                                                    |                                           |                                           | Ochoa Cavanda, Luyindama, Laifis, Pocognoli Cimirot, Carcela, Marin Mpoku (74' Carlinhos), Emond (78' Sá), Djenepo                        |                                                                                            |
| 28 oktober 2018 14:30 Maurice Dufrasnestadion Luik              | Standard Luik                                      | 1 - 1                                     | KRC Genk                                  | Ochoa Cavanda, Luyindama, Laifis, Fai Marin, Carcela, Cimirot Bastien (68' Lestienne), Emond, Djenepo (81' Sá)                            | 45+2' Fai 89' Cavanda                                                                      |
| 28 oktober 2018 14:30 Maurice Dufrasnestadion Luik              | Luyindama 90+2'                                    | 0 – 1 1 – 1                               | 84' Samatta                               | Ochoa Cavanda, Luyindama, Laifis, Fai Marin, Carcela, Cimirot Bastien (68' Lestienne), Emond, Djenepo (81' Sá)                            | 45+2' Fai 89' Cavanda                                                                      |
| 1 november 2018 18:00 Regenboogstadion Waregem                  | Zulte Waregem                                      | 3 - 1                                     | Standard Luik                             | Ochoa Cavanda, Luyindama, Laifis, Fai Marin, Cimirot, Bastien (60' Carcela) Lestienne (74' Sá), Emond, Djenepo                            | 59' Marin 71' Lestienne                                                                    |
| 1 november 2018 18:00 Regenboogstadion Waregem                  | Harbaoui 31' Harbaoui 66' Sylla 69'                | 0 – 1 1 – 1 2 – 1 3 – 1                   | 23' Lestienne                             | Ochoa Cavanda, Luyindama, Laifis, Fai Marin, Cimirot, Bastien (60' Carcela) Lestienne (74' Sá), Emond, Djenepo                            | 59' Marin 71' Lestienne                                                                    |
| 4 november 2018 14:30 Maurice Dufrasnestadion Luik              | Standard Luik                                      | 0 - 2                                     | Antwerp                                   | Ochoa Cavanda, Luyindama, Laifis, Fai (85' Sá) Marin, Agbo (62' Djenepo), Cimirot Carcela, Emond, Lestienne                               | 45' Fai 79' Luyindama                                                                      |
| 4 november 2018 14:30 Maurice Dufrasnestadion Luik              |                                                    | 0 – 1 0 – 2                               | 45+2' (pen.) Refaelov 90+2' Lamkel Zé     | Ochoa Cavanda, Luyindama, Laifis, Fai (85' Sá) Marin, Agbo (62' Djenepo), Cimirot Carcela, Emond, Lestienne                               | 45' Fai 79' Luyindama                                                                      |
| 11 november 2018 18:00 Guldensporenstadion Kortrijk             | KV Kortrijk                                        | 0 - 2                                     | Standard Luik                             | Ochoa Fai, Vanheusden, Luyindama, Laifis Cimirot (46' Agbo), Bastien, Mpoku (83' Marin) Carcela, Emond, Lestienne (68' Djenepo)           | 28' Carcela 34' Luyindama 45+1' Mpoku 49' Bastien                                          |
| 11 november 2018 18:00 Guldensporenstadion Kortrijk             |                                                    | 0 – 1 0 – 2                               | 1' Lestienne 76' (pen.) Mpoku             | Ochoa Fai, Vanheusden, Luyindama, Laifis Cimirot (46' Agbo), Bastien, Mpoku (83' Marin) Carcela, Emond, Lestienne (68' Djenepo)           | 28' Carcela 34' Luyindama 45+1' Mpoku 49' Bastien                                          |
| Terugronde                                                      |                                                    |                                           |                                           | |                                                                                            |
| 24 november 2018 18:00 Maurice Dufrasnestadion Luik             | Standard Luik                                      | 3 - 0                                     | KAS Eupen                                 | Ochoa Fai, Kosanović, Vanheusden, Laifis Bastien (30' Agbo), Cimirot (65' Djenepo), Carcela (88' Oulare) Lestienne, Sá, Mpoku             | 70' Djenepo 82' Sá                                                                         |
| 24 november 2018 18:00 Maurice Dufrasnestadion Luik             | Kosanović 19' Mpoku 39' (pen.) Mpoku 79'           | 1 – 0 2 – 0 3 – 0                         |                                           | Ochoa Fai, Kosanović, Vanheusden, Laifis Bastien (30' Agbo), Cimirot (65' Djenepo), Carcela (88' Oulare) Lestienne, Sá, Mpoku             | 70' Djenepo 82' Sá                                                                         |
| 2 december 2018 14:30 Jan Breydelstadion Brugge                 | Club Brugge                                        | 3 - 0                                     | Standard Luik                             | Ochoa Fai, Luyindama, Vanheusden, Laifis Cimirot, Marin, Bastien (65' Emond) Carcela (84' Oulare), Djenepo, Lestienne (46' Sá)            | 31' Djenepo 40' Carcela 71' Vanheusden 89' Djenepo                                         |
| 2 december 2018 14:30 Jan Breydelstadion Brugge                 | Denswil 7' Dennis 17' Amrabat 36'                  | 1 – 0 2 – 0 3 – 0                         |                                           | Ochoa Fai, Luyindama, Vanheusden, Laifis Cimirot, Marin, Bastien (65' Emond) Carcela (84' Oulare), Djenepo, Lestienne (46' Sá)            | 31' Djenepo 40' Carcela 71' Vanheusden 89' Djenepo                                         |
| 8 december 2018 20:30 Stayen Sint-Truiden                       | STVV                                               | 1 - 1                                     | Standard Luik                             | Ochoa Fai, Vanheusden, Kosanović, Laifis Cimirot (81' Marin), Bastien, Agbo Emond, Oulare, Lestienne                                      | 62' Fai                                                                                    |
| 8 december 2018 20:30 Stayen Sint-Truiden                       | Kamada 45+1'                                       | 1 – 0 1 – 1                               | 59' Oulare                                | Ochoa Fai, Vanheusden, Kosanović, Laifis Cimirot (81' Marin), Bastien, Agbo Emond, Oulare, Lestienne                                      | 62' Fai                                                                                    |
| 16 december 2018 20:00 Maurice Dufrasnestadion Luik             | Standard Luik                                      | 4 - 1                                     | Zulte Waregem                             | Ochoa Fai, Vanheusden, Luyindama, Laifis Marin, Carcela (79' Lestienne), Cimirot Mpoku, Emond (74' Sá), Djenepo (90' Bastien)             | 63' Djenepo                                                                                |
| 16 december 2018 20:00 Maurice Dufrasnestadion Luik             | Carcela 11' Carcela 36' Emond 57' Emond 68' (pen.) | 1 – 0 2 – 0 3 – 0 4 – 0 4 – 1             | 89' Soisalo                               | Ochoa Fai, Vanheusden, Luyindama, Laifis Marin, Carcela (79' Lestienne), Cimirot Mpoku, Emond (74' Sá), Djenepo (90' Bastien)             | 63' Djenepo                                                                                |
| 23 december 2018 20:00 Maurice Dufrasnestadion Luik             | Standard Luik                                      | 3 - 1                                     | KV Oostende                               | Ochoa Fai (51' Cavanda), Vanheusden, Luyindama, Laifis Marin, Carcela (73' Sá), Cimirot Mpoku, Emond (87' Lestienne), Djenepo             | 43' Mpoku 80' Luyindama                                                                    |
| 23 december 2018 20:00 Maurice Dufrasnestadion Luik             | Djenepo 2' Marin 12' Vanheusden 23'                | 1 – 0 2 – 0 3 – 0 3 – 1                   | 90+2' Boonen                              | Ochoa Fai (51' Cavanda), Vanheusden, Luyindama, Laifis Marin, Carcela (73' Sá), Cimirot Mpoku, Emond (87' Lestienne), Djenepo             | 43' Mpoku 80' Luyindama                                                                    |
| 26 december 2018 18:00 Stade du Pays de Charleroi Charleroi     | Sporting Charleroi                                 | 0 - 1                                     | Standard Luik                             | Ochoa Fai, Luyindama, Vanheusden, Laifis Marin, Carcela, Cimirot Mpoku (90+4' Bastien), Djenepo (55' Lestienne), Emond (87' Kosanović)    | 27' Djenepo 53' Vanheusden 77' Luyindama 77' Lestienne 88' Marin 90' Kosanović 90+3' Mpoku |
| 26 december 2018 18:00 Stade du Pays de Charleroi Charleroi     |                                                    | 0 – 1                                     | 31' Mpoku                                 | Ochoa Fai, Luyindama, Vanheusden, Laifis Marin, Carcela, Cimirot Mpoku (90+4' Bastien), Djenepo (55' Lestienne), Emond (87' Kosanović)    | 27' Djenepo 53' Vanheusden 77' Luyindama 77' Lestienne 88' Marin 90' Kosanović 90+3' Mpoku |
| 19 januari 2019 18:00 Maurice Dufrasnestadion Luik              | Standard Luik                                      | 2 - 1                                     | KV Kortrijk                               | Ochoa Fai, Luyindama, Vanheusden, Laifis Carcela, Bastien (58' Lestienne), Mpoku Cimirot, Djenepo (86' Kosanović), Emond                  | 38' Mpoku 74' Laifis                                                                       |
| 19 januari 2019 18:00 Maurice Dufrasnestadion Luik              | Emond 66' (pen.) Luyindama 90+1'                   | 0 – 1 1 – 1 2 – 1                         | 36' Chevalier                             | Ochoa Fai, Luyindama, Vanheusden, Laifis Carcela, Bastien (58' Lestienne), Mpoku Cimirot, Djenepo (86' Kosanović), Emond                  | 38' Mpoku 74' Laifis                                                                       |
| 26 januari 2019 20:30 Bosuilstadion Antwerpen                   | Antwerp                                            | 1 - 1                                     | Standard Luik                             | Ochoa Fai, Luyindama, Vanheusden, Laifis Lestienne (89' Bastien), Marin, Carcela Cimirot, Djenepo, Emond                                  | 45' Marin 61' Djenepo 63' Carcela                                                          |
| 26 januari 2019 20:30 Bosuilstadion Antwerpen                   | Mbokani 81'                                        | 0 – 1 1 – 1                               | 74' Lestienne                             | Ochoa Fai, Luyindama, Vanheusden, Laifis Lestienne (89' Bastien), Marin, Carcela Cimirot, Djenepo, Emond                                  | 45' Marin 61' Djenepo 63' Carcela                                                          |
| 3 februari 2019 18:00 Maurice Dufrasnestadion Luik              | Standard Luik                                      | 2 - 1                                     | RSC Anderlecht                            | Ochoa Vanheusden, Fai, Laifis, Cimirot Marin, Bokadi, Carcela (90+4' Kosanović) Mpoku, Emond (77' Sá), Lestienne (81' Halilović)          | 26' Fai 65' Emond 68' Cimirot 90+1' Mpoku                                                  |
| 3 februari 2019 18:00 Maurice Dufrasnestadion Luik              | Marin 22' Mpoku 89'                                | 1 – 0 1 – 1 2 – 1                         | 28' Kums                                  | Ochoa Vanheusden, Fai, Laifis, Cimirot Marin, Bokadi, Carcela (90+4' Kosanović) Mpoku, Emond (77' Sá), Lestienne (81' Halilović)          | 26' Fai 65' Emond 68' Cimirot 90+1' Mpoku                                                  |
| 8 februari 2019 20:30 Luminus Arena Genk                        | KRC Genk                                           | 2 - 0                                     | Standard Luik                             | Ochoa Cavanda, Bokadi, Vanheusden, Laifis Cimirot (51' Bastien), Marin (80' Kosanović), Lestienne Djenepo (72' Halilović), Mpoku, Carcela | 28' Vanheusden 70' Bokadi 86' Mpoku                                                        |
| 8 februari 2019 20:30 Luminus Arena Genk                        | Samatta 67' Samatta 87'                            | 1 – 0 2 – 0                               |                                           | Ochoa Cavanda, Bokadi, Vanheusden, Laifis Cimirot (51' Bastien), Marin (80' Kosanović), Lestienne Djenepo (72' Halilović), Mpoku, Carcela | 28' Vanheusden 70' Bokadi 86' Mpoku                                                        |
| 15 februari 2019 20:30 Maurice Dufrasnestadion Luik             | Standard Luik                                      | 3 - 1                                     | Sporting Lokeren                          | Ochoa Fai, Bokadi, Vanheusden, Laifis Cimirot, Marin, Lestienne (85' Goreux) Carcela (76' Halilović), Mpoku, Emond (90+1' Balikwisha)     |                                                                                            |
| 15 februari 2019 20:30 Maurice Dufrasnestadion Luik             | Marin 16' Lestienne 31' Emond 69'                  | 1 – 0 2 – 0 3 – 0 3 – 1                   | 75' Deschacht                             | Ochoa Fai, Bokadi, Vanheusden, Laifis Cimirot, Marin, Lestienne (85' Goreux) Carcela (76' Halilović), Mpoku, Emond (90+1' Balikwisha)     |                                                                                            |
| 22 februari 2019 20:30 Ghelamco Arena Gent                      | AA Gent                                            | 2 - 1                                     | Standard Luik                             | Ochoa Fai (80' Cavanda), Bokadi (46' Kosanović), Vanheusden, Laifis Cimirot, Marin, Lestienne (69' Halilović) Carcela, Mpoku, Emond       | 42' Bokadi 60' Laifis 77' Fai 81' Emond 90+3' Marin                                        |
| 22 februari 2019 20:30 Ghelamco Arena Gent                      | Sørloth 39' Bronn 43'                              | 1 – 0 2 – 0 2 – 1                         | 90+1' Emond                               | Ochoa Fai (80' Cavanda), Bokadi (46' Kosanović), Vanheusden, Laifis Cimirot, Marin, Lestienne (69' Halilović) Carcela, Mpoku, Emond       | 42' Bokadi 60' Laifis 77' Fai 81' Emond 90+3' Marin                                        |
| 1 maart 2019 20:30 Maurice Dufrasnestadion Luik                 | Standard Luik                                      | 1 - 1                                     | Excel Moeskroen                           | Ochoa Fai, Vanheusden, Kosanović, Laifis Mpoku, Marin, Carcela Cimirot, Lestienne (81' Djenepo), Emond (70' Halilović)                    | 77' Fai 83' Djenepo                                                                        |
| 1 maart 2019 20:30 Maurice Dufrasnestadion Luik                 | Marin 54'                                          | 1 – 0 1 – 1                               | 60' Awoniyi                               | Ochoa Fai, Vanheusden, Kosanović, Laifis Mpoku, Marin, Carcela Cimirot, Lestienne (81' Djenepo), Emond (70' Halilović)                    | 77' Fai 83' Djenepo                                                                        |
| 10 maart 2019 18:00 Jan Breydelstadion Brugge                   | Cercle Brugge                                      | 1 - 2                                     | Standard Luik                             | Ochoa Cavanda, Vanheusden, Kosanović, Laifis Marin, Bokadi, Cimirot Mpoku (90+2' Sá), Emond (71' Bastien), Lestienne (78' Carcela)        | 70' Emond                                                                                  |
| 10 maart 2019 18:00 Jan Breydelstadion Brugge                   | Cardona 66'                                        | 0 – 1 0 – 2 1 – 2                         | 18' Emond 35' Emond                       | Ochoa Cavanda, Vanheusden, Kosanović, Laifis Marin, Bokadi, Cimirot Mpoku (90+2' Sá), Emond (71' Bastien), Lestienne (78' Carcela)        | 70' Emond                                                                                  |
| 17 maart 2019 18:00 Maurice Dufrasnestadion Luik                | Standard Luik                                      | 4 - 3                                     | Waasland-Beveren                          | Ochoa Fai, Vanheusden, Kosanović, Miangue Marin (87' Cimirot), Carcela, Bokadi Emond (77' Sá), Mpoku (77' Halilović), Djenepo             | 49' Bokadi                                                                                 |
| 17 maart 2019 18:00 Maurice Dufrasnestadion Luik                | Bokadi 55' Djenepo 56' Djenepo 59' Sá 78'          | 0 – 1 0 – 2 0 – 3 1 – 3 2 – 3 3 – 3 4 – 3 | 15' Milošević 43' Milošević 49' Milošević | Ochoa Fai, Vanheusden, Kosanović, Miangue Marin (87' Cimirot), Carcela, Bokadi Emond (77' Sá), Mpoku (77' Halilović), Djenepo             | 49' Bokadi                                                                                 |

#### Overzicht
| Speeldag  | 1 | 2 | 3 | 4 | 5  | 6  | 7  | 8  | 9  | 10 | 11 | 12 | 13 | 14 | 15 | 16 | 17 | 18 | 19 | 20 | 21 | 22 | 23 | 24 | 25 | 26 | 27 | 28 | 29 | 30 |
| --------- | - | - | - | - | -- | -- | -- | -- | -- | -- | -- | -- | -- | -- | -- | -- | -- | -- | -- | -- | -- | -- | -- | -- | -- | -- | -- | -- | -- | -- |
| Resultaat | w | g | g | w | w  | v  | g  | v  | w  | w  | g  | g  | v  | v  | w  | w  | v  | g  | w  | w  | w  | w  | g  | w  | v  | w  | v  | g  | w  | w  |
| Punten    | 3 | 4 | 5 | 8 | 11 | 11 | 12 | 12 | 15 | 18 | 19 | 20 | 20 | 20 | 23 | 26 | 26 | 27 | 30 | 33 | 36 | 39 | 40 | 43 | 43 | 46 | 46 | 47 | 50 | 53 |
| Positie   | 4 | 4 | 6 | 4 | 4  | 6  | 6  | 8  | 5  | 5  | 5  | 6  | 6  | 7  | 7  | 6  | 7  | 8  | 7  | 4  | 4  | 4  | 4  | 4  | 4  | 3  | 3  | 4  | 3  | 3  |

#### Klassement
| Pos | Team           | Wed | W  | G  | V  | Ptn | DV | DT | +/− |      |
| --- | -------------- | --- | -- | -- | -- | --- | -- | -- | --- | ---- |
| 1   | KRC Genk       | 30  | 18 | 9  | 3  | 63  | 63 | 31 | +32 | PO 1 |
| 2   | Club Brugge    | 30  | 16 | 8  | 6  | 56  | 64 | 32 | +32 | PO 1 |
| 3   | Standard Luik  | 30  | 15 | 8  | 7  | 53  | 49 | 35 | +14 | PO 1 |
| 4   | RSC Anderlecht | 30  | 15 | 6  | 9  | 51  | 48 | 35 | +13 | PO 1 |
| 5   | KAA Gent       | 30  | 15 | 5  | 10 | 50  | 53 | 45 | +8  | PO 1 |
| 6   | Antwerp FC     | 30  | 14 | 7  | 9  | 49  | 39 | 34 | +5  | PO 1 |
| 7   | STVV           | 30  | 12 | 11 | 7  | 47  | 47 | 36 | +11 | PO 2 |

PO I: Play-off I, PO II: Play-off II, : Degradeert na dit seizoen naar eerste klasse B

#### Statistieken

##### Goals
| Naam                | Aantal Goals | Aantal minuten |
| ------------------- | ------------ | -------------- |
| Renaud Emond        | 15           | 2275 min       |
| Moussa Djenepo      | 11           | 1643 min       |
| Paul-José Mpoku     | 8            | 1902 min       |
| Răzvan Marin        | 10           | 2298 min       |
| Mehdi Carcela       | 5            | 2206 min       |
| Maxime Lestienne    | 4            | 1241 min       |
| Christian Luyindama | 3            | 1800 min       |
| Zinho Vanheusden    | 2            | 1531 min       |
| Collins Fai         | 1            | 2196 min       |
| Samuel Bastien      | 2            | 835 min        |
| Orlando Sá          | 2            | 426 min        |
| Milos Kosanovic     | 1            | 511 min        |
| Merveille Bokadi    | 1            | 495 min        |
| Obbi Oulare         | 1            | 98 min         |

##### Assists
| Naam                | Aantal Assists | Aantal minuten |
| ------------------- | -------------- | -------------- |
| Mehdi Carcela       | 7              | 2206 min       |
| Răzvan Marin        | 5              | 2298 min       |
| Paul-José Mpoku     | 5              | 1902 min       |
| Collins Fai         | 3              | 2196 min       |
| Moussa Djenepo      | 3              | 1643 min       |
| Maxime Lestienne    | 3              | 1241 min       |
| Konstantinos Laifis | 2              | 2609 min       |
| Samuel Bastien      | 2              | 835 min        |
| Milos Kosanovic     | 2              | 511 min        |
| Guillermo Ochoa     | 1              | 2700 min       |
| Zinho Vanheusden    | 1              | 1531 min       |
| Luis Pedro Cavanda  | 1              | 1292 min       |
| Orlando Sá          | 1              | 426 min        |
| William Balikwisha  | 1              | 13 min         |
| Sebastien Pocognoli | 1              | 377 min        |

##### Gele Kaarten
| Naam                | Aantal gele kaarten | Aantal minuten |
| ------------------- | ------------------- | -------------- |
| Răzvan Marin        | 7                   | 2298 min       |
| Collins Fai         | 7                   | 2196 min       |
| Paul-José Mpoku     | 7                   | 1902 min       |
| Christian Luyindama | 7                   | 1800 min       |
| Mehdi Carcela       | 6                   | 2206 min       |
| Moussa Djenepo      | 6                   | 1643 min       |
| Renaud Emond        | 4                   | 2275 min       |
| Zinho Vanheusden    | 3                   | 1531 min       |
| Luis Pedro Cavanda  | 3                   | 1292 min       |
| Merveille Bokadi    | 3                   | 495 min        |
| Maxime Lestienne    | 2                   | 1241 min       |
| Konstantinos Laifis | 2                   | 2609 min       |
| Samuel Bastien      | 2                   | 835 min        |
| Milos Kosanovic     | 1                   | 511 min        |
| Orlando Sá          | 1                   | 426 min        |
| Gojko Cimirot       | 1                   | 2240 min       |
| Uche Agbo           | 1                   | 668 min        |

##### Rode kaarten Kaarten
| Naam           | Aantal rode kaarten | Aantal minuten |
| -------------- | ------------------- | -------------- |
| Mehdi Carcela  | 1                   | 2206 min       |
| Collins Fai    | 2                   | 2196 min       |
| Moussa Djenepo | 1                   | 1643 min       |

##### clean Sheets
| Naam                 | Aantal Clean Sheets | Aantal minuten |
| -------------------- | ------------------- | -------------- |
| Guillermo Ochoa      | 8                   | 2700 min       |
| Jean-François Gillet | 0                   | 0 min          |
| Arnaud Bodart        | 0                   | 0 min          |

### Play-off I
| Wedstrijddetails                                         | Thuisploeg                                                 | Uitslag                       | Uitploeg                            | Opstelling | Kaarten                                                |
| -------------------------------------------------------- | ---------------------------------------------------------- | ----------------------------- | ----------------------------------- | --- | ------------------------------------------------------ |
| Heenronde                                                |                                                            |                               |                                     | |                                                        |
| 29 maart 2019 20:30 Maurice Dufrasnestadion Luik         | Standard Luik                                              | 3 - 1                         | Antwerp                             | Ochoa Cavanda, Vanheusden, Kosanović, Laifis Marin, Bokadi, Cimirot (46' Djenepo) Carcela, Emond (72' Sá), Mpoku (90+2' Bastien)            | 30' Vanheusden 73' Cavanda                             |
| 29 maart 2019 20:30 Maurice Dufrasnestadion Luik         | Djenepo 71' Cavanda 81' Laifis 88'                         | 0 – 1 1 – 1 2 – 1 3 – 1       | 25' Mbokani                         | Ochoa Cavanda, Vanheusden, Kosanović, Laifis Marin, Bokadi, Cimirot (46' Djenepo) Carcela, Emond (72' Sá), Mpoku (90+2' Bastien)            | 30' Vanheusden 73' Cavanda                             |
| 3 april 2019 20:30 Ghelamco Arena Gent                   | AA Gent                                                    | 1 - 2                         | Standard Luik                       | Ochoa Cavanda, Bokadi, Vanheusden, Kosanović Marin, Cimirot, Djenepo (90+3' Laifis) Carcela, Emond (73' Sá), Mpoku (54' Halilović)          | 35' Emond 61' Vanheusden 67' Kosanović 82' Sá          |
| 3 april 2019 20:30 Ghelamco Arena Gent                   | Verstraete 47'                                             | 0 – 1 1 – 1 1 – 2             | 45' Emond 90' (pen.) Marin          | Ochoa Cavanda, Bokadi, Vanheusden, Kosanović Marin, Cimirot, Djenepo (90+3' Laifis) Carcela, Emond (73' Sá), Mpoku (54' Halilović)          | 35' Emond 61' Vanheusden 67' Kosanović 82' Sá          |
| 8 april 2019 20:30 Jan Breydelstadion Brugge             | Club Brugge                                                | 4 - 0                         | Standard Luik                       | Ochoa Cavanda, Bokadi, Vanheusden, Kosanović Carcela (78' Lestienne), Cimirot, Laifis (60' Miangue) Marin, Djenepo, Emond (60' Halilović)   | 44' Vanheusden 46' Cavanda                             |
| 8 april 2019 20:30 Jan Breydelstadion Brugge             | Vanheusden 22' (e.d.) Schrijvers 24' Dennis 39' Wesley 80' | 1 – 0 2 – 0 3 – 0 4 – 0       |                                     | Ochoa Cavanda, Bokadi, Vanheusden, Kosanović Carcela (78' Lestienne), Cimirot, Laifis (60' Miangue) Marin, Djenepo, Emond (60' Halilović)   | 44' Vanheusden 46' Cavanda                             |
| 12 april 2019 20:30 Maurice Dufrasnestadion Luik         | Standard Luik                                              | 5 - 0 (forfaitair)            | RSC Anderlecht                      | Ochoa Fai, Bokadi, Kosanović, Laifis Carcela, Cimirot, Halilović Marin, Djenepo, Mpoku                                                      |                                                        |
| 12 april 2019 20:30 Maurice Dufrasnestadion Luik         | Marin 22' Mpoku 30' (pen.)                                 | 1 – 0 2 – 0                   |                                     | Ochoa Fai, Bokadi, Kosanović, Laifis Carcela, Cimirot, Halilović Marin, Djenepo, Mpoku                                                      |                                                        |
| 19 april 2019 20:30 Maurice Dufrasnestadion Luik         | Standard Luik                                              | 1 - 3                         | KRC Genk                            | Ochoa Fai, Vanheusden, Kosanović, Laifis Carcela, Marin, Halilović (75' Lestienne) Cimirot, Djenepo, Mpoku (75' Bokadi)                     | 22' Fai 62' Halilović                                  |
| 19 april 2019 20:30 Maurice Dufrasnestadion Luik         | Marin 81'                                                  | 0 – 1 0 – 2 0 – 3 1 – 3       | 41' Heynen 52' Samatta 79' Trossard | Ochoa Fai, Vanheusden, Kosanović, Laifis Carcela, Marin, Halilović (75' Lestienne) Cimirot, Djenepo, Mpoku (75' Bokadi)                     | 22' Fai 62' Halilović                                  |
| Terugronde                                               |                                                            |                               |                                     | |                                                        |
| 26 april 2019 20:30 Bosuilstadion Antwerpen              | Antwerp                                                    | 2 - 1                         | Standard Luik                       | Ochoa Fai, Vanheusden, Kosanović, Laifis (23' Miangue) Cimirot, Halilović, Marin Lestienne (63' Carcela), Emond (73' Mpoku), Djenepo        | 32' Kosanović 87' Vanheusden 90+1' Miangue 90+4' Mpoku |
| 26 april 2019 20:30 Bosuilstadion Antwerpen              | Mbokani 33' (pen.) Lamkel Zé 60'                           | 1 – 0 1 – 1 2 – 1             | 45+4' Vanheusden                    | Ochoa Fai, Vanheusden, Kosanović, Laifis (23' Miangue) Cimirot, Halilović, Marin Lestienne (63' Carcela), Emond (73' Mpoku), Djenepo        | 32' Kosanović 87' Vanheusden 90+1' Miangue 90+4' Mpoku |
| 5 mei 2019 14:30 Constant Vanden Stockstadion Anderlecht | RSC Anderlecht                                             | 2 - 1                         | Standard Luik                       | Ochoa Cavanda, Bokadi, Kosanović, Laifis (64' Pocognoli) Carcela, Marin, Halilović (74' Bastien) Cimirot, Emond, Lestienne (64' Balikwisha) | 32' Cavanda 41' Lestienne 55' Laifis 90+4' Emond       |
| 5 mei 2019 14:30 Constant Vanden Stockstadion Anderlecht | Verschaeren 37' Santini 57'                                | 1 – 0 1 – 1 2 – 1             | 50' Carcela                         | Ochoa Cavanda, Bokadi, Kosanović, Laifis (64' Pocognoli) Carcela, Marin, Halilović (74' Bastien) Cimirot, Emond, Lestienne (64' Balikwisha) | 32' Cavanda 41' Lestienne 55' Laifis 90+4' Emond       |
| 10 mei 2019 20:30 Maurice Dufrasnestadion Luik           | Standard Luik                                              | 2 - 3                         | AA Gent                             | Ochoa Goreux (79' Lestienne), Bokadi, Kosanović, Laifis Miangue (72' Djenepo), Marin, Cimirot Bastien, Oulare, Halilović                    | 32' Bastien 37' Oulare 53' Goreux 87' Djenepo          |
| 10 mei 2019 20:30 Maurice Dufrasnestadion Luik           | Bastien 30' Lestienne 80'                                  | 0 – 1 1 – 1 1 – 2 2 – 2 2 – 3 | 13' Dejaegere 64' David 90+4' David | Ochoa Goreux (79' Lestienne), Bokadi, Kosanović, Laifis Miangue (72' Djenepo), Marin, Cimirot Bastien, Oulare, Halilović                    | 32' Bastien 37' Oulare 53' Goreux 87' Djenepo          |
| 16 mei 2019 18:00 Maurice Dufrasnestadion Luik           | Standard Luik                                              | 2 - 0                         | Club Brugge                         | Ochoa Goreux, Kosanović, Laifis, Fai Cimirot, Marin, Bastien (72' Mpoku) Lestienne (63' Carcela), Oulare (90+2' Pocognoli), Miangue         | 30' Fai 70' Marin 77' Oulare 85' Goreux                |
| 16 mei 2019 18:00 Maurice Dufrasnestadion Luik           | Marin 68' (pen.) Marin 89'                                 | 1 – 0 2 – 0                   |                                     | Ochoa Goreux, Kosanović, Laifis, Fai Cimirot, Marin, Bastien (72' Mpoku) Lestienne (63' Carcela), Oulare (90+2' Pocognoli), Miangue         | 30' Fai 70' Marin 77' Oulare 85' Goreux                |
| 19 mei 2019 18:00 Luminus Arena Genk                     | KRC Genk                                                   | 0 - 0                         | Standard Luik                       | Ochoa Fai, Kosanović, Laifis, Pocognoli Cimirot (35' Halilović), Marin, Bastien (81' Emond) Lestienne (68' Carcela), Oulare, Mpoku          | 21' Pocognoli 55' Oulare                               |
| 19 mei 2019 18:00 Luminus Arena Genk                     |                                                            |                               |                                     | Ochoa Fai, Kosanović, Laifis, Pocognoli Cimirot (35' Halilović), Marin, Bastien (81' Emond) Lestienne (68' Carcela), Oulare, Mpoku          | 21' Pocognoli 55' Oulare                               |

#### Overzicht
| Speeldag  | 1  | 2  | 3  | 4  | 5  | 6  | 7  | 8  | 9  | 10 |
| --------- | -- | -- | -- | -- | -- | -- | -- | -- | -- | -- |
| Resultaat | w  | w  | v  | w  | v  | v  | v  | v  | w  | g  |
| Punten    | 30 | 33 | 33 | 36 | 36 | 36 | 36 | 36 | 39 | 40 |
| Positie   | 3  | 3  | 3  | 3  | 3  | 4  | 4  | 4  | 3  | 3  |

#### Klassement
| Pos | Team           | Wed | W | G | V | Ptn | DV | DT | +/− |                                        |
| --- | -------------- | --- | - | - | - | --- | -- | -- | --- | -------------------------------------- |
| 1   | KRC Genk       | 10  | 6 | 2 | 2 | 52  | 19 | 8  | +11 | Kampioen, Groepsfase Champions League  |
| 2   | Club Brugge    | 10  | 7 | 1 | 2 | 50  | 19 | 11 | +8  | Voorrondes Champions League            |
| 3   | Standard Luik  | 10  | 4 | 1 | 5 | 40  | 17 | 16 | +1  | Groepsfase Europa League               |
| 4   | Antwerp FC     | 10  | 4 | 2 | 4 | 39  | 12 | 16 | −4  | Testwedstrijd tegen winnaar Play-off 2 |
| 5   | KAA Gent       | 10  | 3 | 1 | 6 | 35  | 10 | 15 | −5  | Voorrondes Europa League               |
| 6   | RSC Anderlecht | 10  | 1 | 3 | 6 | 32  | 8  | 19 | −11 |                                        |

1. 1 2 3 4  KRC Genk, Standard Luik, RSC Anderlecht en Antwerp FC kregen bij de halvering van de punten een half punt er bij
2. 1 2  Na afloop van de competitie werd bekerwinnaar KV Mechelen geschorst voor Europese competities in het seizoen 2019/20. Hierdoor mocht Standard Luik in hun plaats aantreden in de groepsfase van de Europa League en mocht KAA Gent aantreden in de voorrondes van diezelfde Europa League

## Europees

### UEFA Champions League

#### Matchen derde voorronde
| UEFA Champions League                                |                                     |                 |                         | |           |
| Wedstrijddetails                                     | Thuisploeg                          | Uitslag         | Uitploeg                | Opstelling | Kaarten   |
| Derde voorronde                                      |                                     |                 |                         | |           |
| 7 augustus 2018 20:00 Maurice Dufrasnestadion Luik   | Standard Luik                       | 2 - 2           | AFC Ajax                | Ochoa Fai, Laifis, Luyindama, Cavanda Agbo, Marin, Bastien (76' Cimirot) Mpoku (85' Djenepo), Sá (66' Emond), Carcela    | 55' Fai   |
| 7 augustus 2018 20:00 Maurice Dufrasnestadion Luik   | Carcela 67' Emond 90+4'             | 0–1 0–2 1–2 2–2 | 19' Huntelaar 34' Tadić | Ochoa Fai, Laifis, Luyindama, Cavanda Agbo, Marin, Bastien (76' Cimirot) Mpoku (85' Djenepo), Sá (66' Emond), Carcela    | 55' Fai   |
| 14 augustus 2018 20:00 Johan Cruijff ArenA Amsterdam | AFC Ajax                            | 3 - 0           | Standard Luik           | Ochoa Fai, Laifis, Luyindama, Cavanda (66' Pocognoli) Agbo, Marin, Bastien (53' Cimirot) Mpoku , Emond (78' Sá), Carcela | 76' Mpoku |
| 14 augustus 2018 20:00 Johan Cruijff ArenA Amsterdam | Huntelaar 30' De Ligt 34' Neres 46' | 1–0 2–0 3–0     |                         | Ochoa Fai, Laifis, Luyindama, Cavanda (66' Pocognoli) Agbo, Marin, Bastien (53' Cimirot) Mpoku , Emond (78' Sá), Carcela | 76' Mpoku |

##### Statistieken

###### Goals
| Naam          | Aantal Goals | Aantal minuten |
| ------------- | ------------ | -------------- |
| Renaud Emond  | 1            | 102 min        |
| Mehdi Carcela | 1            | 180 min        |

###### Assists
| Naam      | Aantal Assists | Aantal minuten |
| --------- | -------------- | -------------- |
| Uche Agbo | 1              | 180 min        |

###### Clean sheets
| Naam                 | Aantal Clean sheets | Aantal minuten |
| -------------------- | ------------------- | -------------- |
| Guillermo Ochoa      | 0                   | 180 min        |
| Jean-François Gillet | 0                   | 0 min          |
| Arnaud Bodart        | 0                   | 0 min          |

###### Gele Kaarten
| Naam            | Aantal gele kaarten | Aantal minuten |
| --------------- | ------------------- | -------------- |
| Collins Fai     | 1                   | 180 min        |
| Paul-José Mpoku | 1                   | 175 min        |

### UEFA Europa League

#### Groepsfase
| UEFA Europa League                                            |                                                                |                         |                      | |                                              |
| Wedstrijddetails                                              | Thuisploeg                                                     | Uitslag                 | Uitploeg             | Opstelling | Kaarten                                      |
| Groepsfase                                                    |                                                                |                         |                      | |                                              |
| 20 september 2018 18:55 Estadio Ramón Sánchez Pizjuán Sevilla | Sevilla FC                                                     | 5 - 1                   | Standard Luik        | Ochoa Laifis, Luyindama, Vanheusden Fai, Djenepo (62' Lestienne), Cimirot, Marin, Cavanda Sá (62' Emond), Carcela (78' Agbo)     | 3' Djenepo 59' Carcela 73' Vanheusden        |
| 20 september 2018 18:55 Estadio Ramón Sánchez Pizjuán Sevilla | Banega 8' Vázquez 41' Ben Yedder 49' Ben Yedder 70' Banega 74' | 1-0 1-1 2-1 3-1 4-1 5-1 | 39' Djenepo          | Ochoa Laifis, Luyindama, Vanheusden Fai, Djenepo (62' Lestienne), Cimirot, Marin, Cavanda Sá (62' Emond), Carcela (78' Agbo)     | 3' Djenepo 59' Carcela 73' Vanheusden        |
| 4 oktober 2018 21:00 Maurice Dufrasnestadion Luik             | Standard Luik                                                  | 2 - 1                   | Akhisar Belediyespor | Ochoa Pocognoli, Laifis, Luyindama, Cavanda Cimirot, Agbo (76' Mpoku), Marin Djenepo, Carcela , Emond (83' Sá)                   | 90+1' Djenepo                                |
| 4 oktober 2018 21:00 Maurice Dufrasnestadion Luik             | Emond 17' Djenepo 39'                                          | 1-0 1-1 2-1             | 32' Ayık             | Ochoa Pocognoli, Laifis, Luyindama, Cavanda Cimirot, Agbo (76' Mpoku), Marin Djenepo, Carcela , Emond (83' Sá)                   | 90+1' Djenepo                                |
| 25 oktober 2018 21:00 Maurice Dufrasnestadion Luik            | Standard Luik                                                  | 2 - 1                   | FK Krasnodar         | Ochoa Pocognoli, Laifis, Luyindama, Cavanda, Fai (78' Lestienne) Cimirot, Agbo (45' Djenepo), Marin Carcela , Emond (84'Bastien) | 50' Laifis                                   |
| 25 oktober 2018 21:00 Maurice Dufrasnestadion Luik            | Emond 47' Laifis 90+3'                                         | 0-1 1-1 2-1             | 39' Ari              | Ochoa Pocognoli, Laifis, Luyindama, Cavanda, Fai (78' Lestienne) Cimirot, Agbo (45' Djenepo), Marin Carcela , Emond (84'Bastien) | 50' Laifis                                   |
| 8 november 2018 18:55 Krasnodarstadion Krasnodar              | FK Krasnodar                                                   | 2 - 1                   | Standard Luik        | Ochoa Laifis, Luyindama, Vanheusden, Fai Cimirot, Marin (89' Mpoku), Lestienne (83' Bastien) Djenepo (89' Sá), Carcela , Emond   | 90+4' Emond                                  |
| 8 november 2018 18:55 Krasnodarstadion Krasnodar              | Suleymanov 79' Wamberto 82'                                    | 0-1 1-1 2-1             | 19' Carcela          | Ochoa Laifis, Luyindama, Vanheusden, Fai Cimirot, Marin (89' Mpoku), Lestienne (83' Bastien) Djenepo (89' Sá), Carcela , Emond   | 90+4' Emond                                  |
| 29 November 2018 21:00 Maurice Dufrasnestadion Luik           | Standard Luik                                                  | 1 - 0                   | Sevilla FC           | Ochoa Fai, Laifis, Luyindama, Vanheusden Mpoku (43' Marin), Cimirot, Bastien Djenepo, Emond (65' Sá), Carcela (85' Lestienne)    | 47' Luyindama 59' Djenepo 72' Sá 90+5' Ochoa |
| 29 November 2018 21:00 Maurice Dufrasnestadion Luik           | Djenepo 62'                                                    | 1-0                     |                      | Ochoa Fai, Laifis, Luyindama, Vanheusden Mpoku (43' Marin), Cimirot, Bastien Djenepo, Emond (65' Sá), Carcela (85' Lestienne)    | 47' Luyindama 59' Djenepo 72' Sá 90+5' Ochoa |
| 13 december 2018 18:55 Spor Toto Akhisarstadion Akhisar       | Akhisar Belediyespor                                           | 0 - 0                   | Standard Luik        | Ochoa Kosanović, Luyindama, Vanheusden Lestienne, Bastien (83'Oularé), Agbo (60' Mpoku), Marin, Fai Sá (83' Emond), Carcela      | 51' Carcela 90+3' Vanheusden 90+6' Mpoku     |
| 13 december 2018 18:55 Spor Toto Akhisarstadion Akhisar       |                                                                |                         |                      | Ochoa Kosanović, Luyindama, Vanheusden Lestienne, Bastien (83'Oularé), Agbo (60' Mpoku), Marin, Fai Sá (83' Emond), Carcela      | 51' Carcela 90+3' Vanheusden 90+6' Mpoku     |

##### Klassement UEFA Europa League
| Plaatsnr. | Ploeg                | W | G | V | punten | DS  | DV | DT |
| --------- | -------------------- | - | - | - | ------ | --- | -- | -- |
| 1         | Sevilla FC           | 4 | 0 | 2 | 12     | 12  | 18 | 6  |
| 2         | FK Krasnodar         | 4 | 0 | 2 | 12     | 0   | 8  | 8  |
| 3         | Standard Luik        | 3 | 1 | 2 | 10     | −2  | 7  | 9  |
| 4         | Akhisar Belediyespor | 0 | 1 | 5 | 1      | −10 | 4  | 14 |

##### Statistieken UEFA Europa League

###### Goals
| Naam                | Aantal Goals | Aantal minuten |
| ------------------- | ------------ | -------------- |
| Moussa Djenepo      | 3            | 376 min        |
| Renaud Emond        | 2            | 357 min        |
| Mehdi Carcela       | 1            | 523 min        |
| Konstantinos Laifis | 1            | 450 min        |

###### Assists
| Naam                | Aantal Assists | Aantal minuten |
| ------------------- | -------------- | -------------- |
| Mehdi Carcela       | 2              | 523 min        |
| Christian Luyindama | 2              | 540 min        |
| Luis Pedro Cavanda  | 1              | 270 min        |
| Răzvan Marin        | 1              | 496 min        |
| Konstantinos Laifis | 1              | 450 min        |

###### Clean sheets
| Naam                 | Aantal Clean sheets | Aantal minuten |
| -------------------- | ------------------- | -------------- |
| Guillermo Ochoa      | 2                   | 540 min        |
| Jean-François Gillet | 0                   | 0 min          |
| Arnaud Bodart        | 0                   | 0 min          |

###### Gele Kaarten
| Naam                | Aantal gele kaarten | Aantal minuten |
| ------------------- | ------------------- | -------------- |
| Moussa Djenepo      | 3                   | 376 min        |
| Mehdi Carcela       | 2                   | 523 min        |
| Zinho Vanheusden    | 2                   | 360 min        |
| Renaud Emond        | 1                   | 357 min        |
| Konstantinos Laifis | 1                   | 450 min        |
| Christian Luyindama | 1                   | 540 min        |
| Orlando Sá          | 1                   | 178 min        |
| Guillermo Ochoa     | 1                   | 540 min        |
| Paul-José Mpoku     | 1                   | 88 min         |

## Afbeeldingen

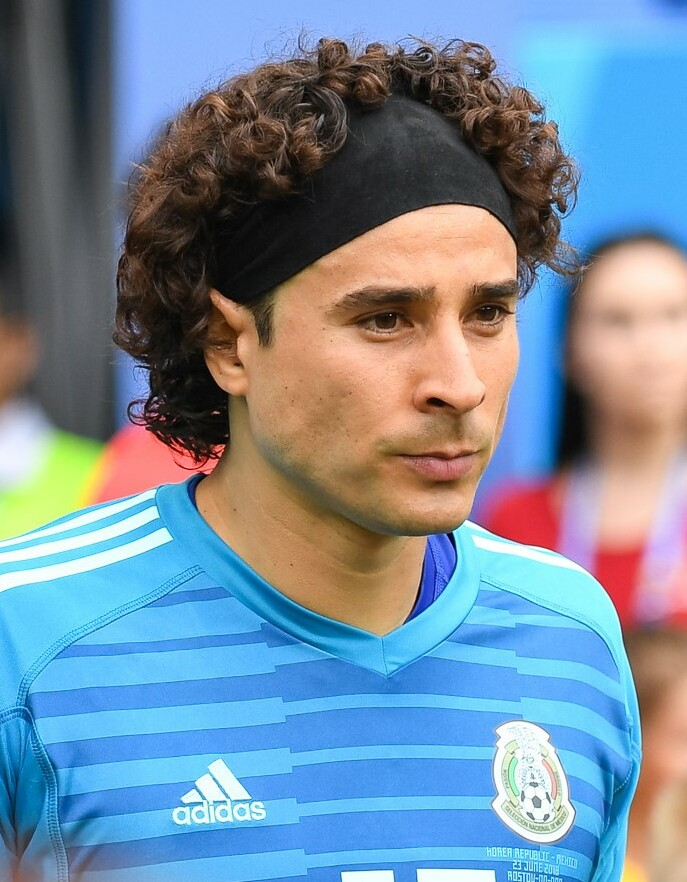
Guillermo Ochoa (doelman)
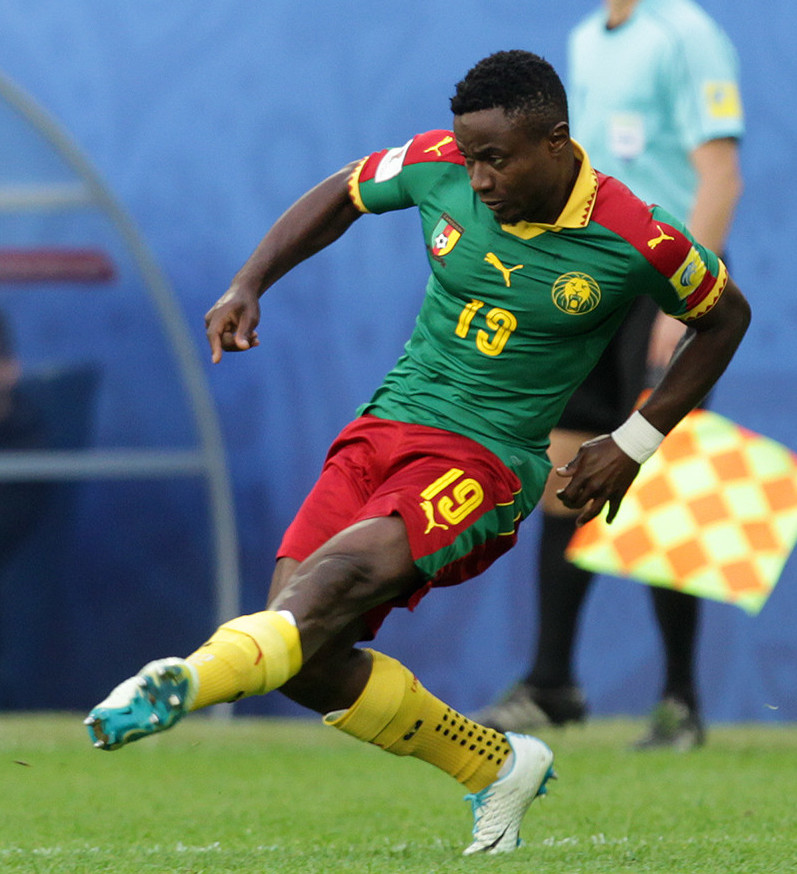
Collins Fai (verdediger)
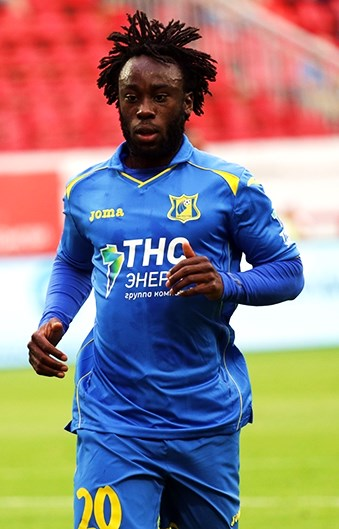
Réginal Goreux (verdediger)
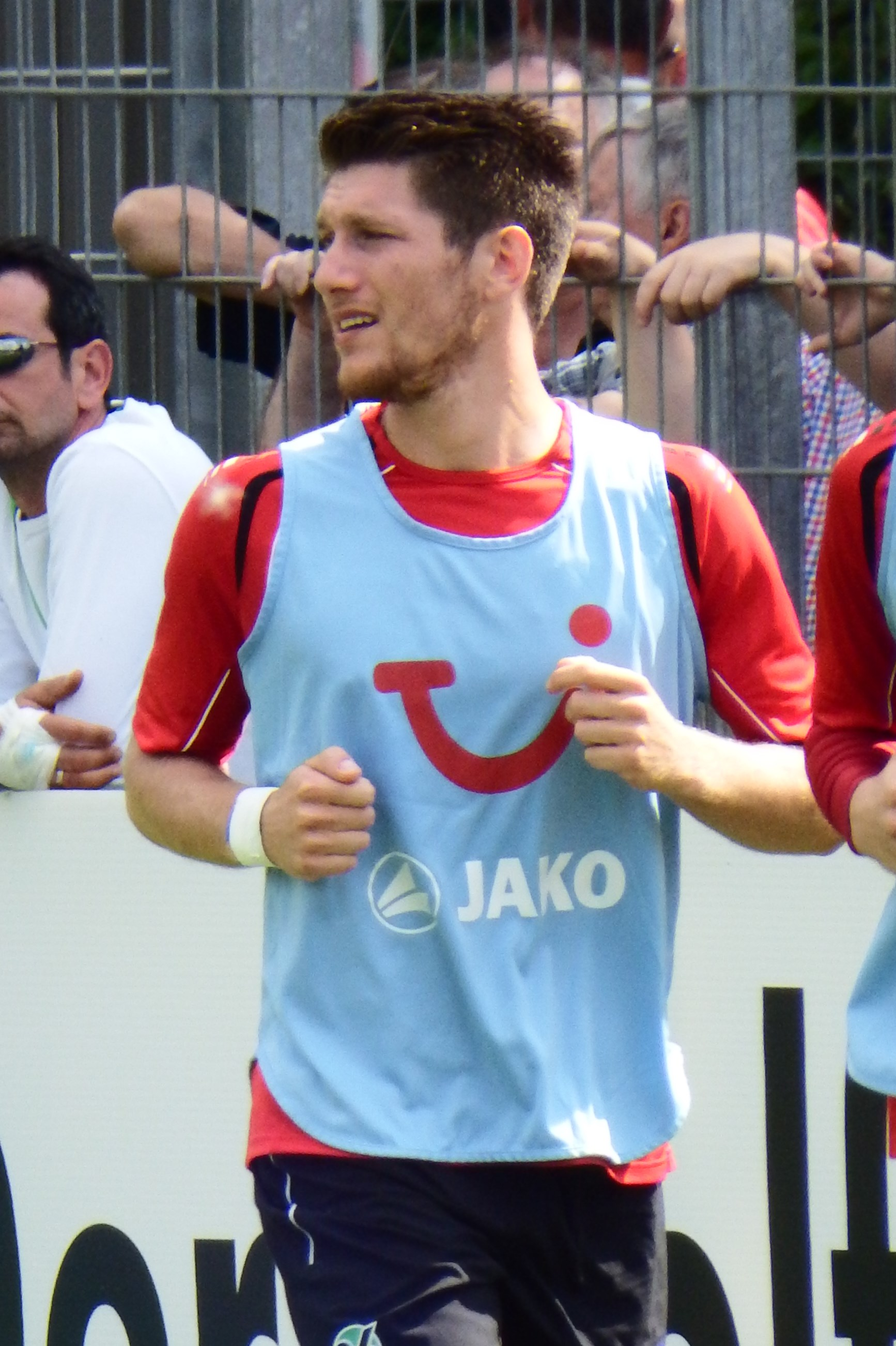
Sébastien Pocognoli (verdediger)
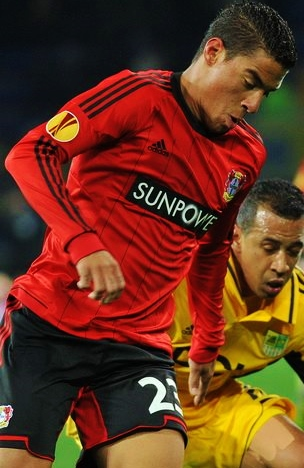
Carlinhos (middenvelder)
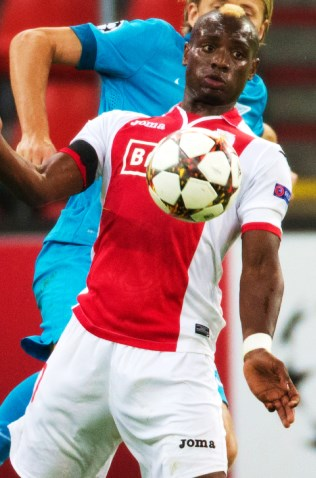
Paul-José Mpoku (middenvelder)
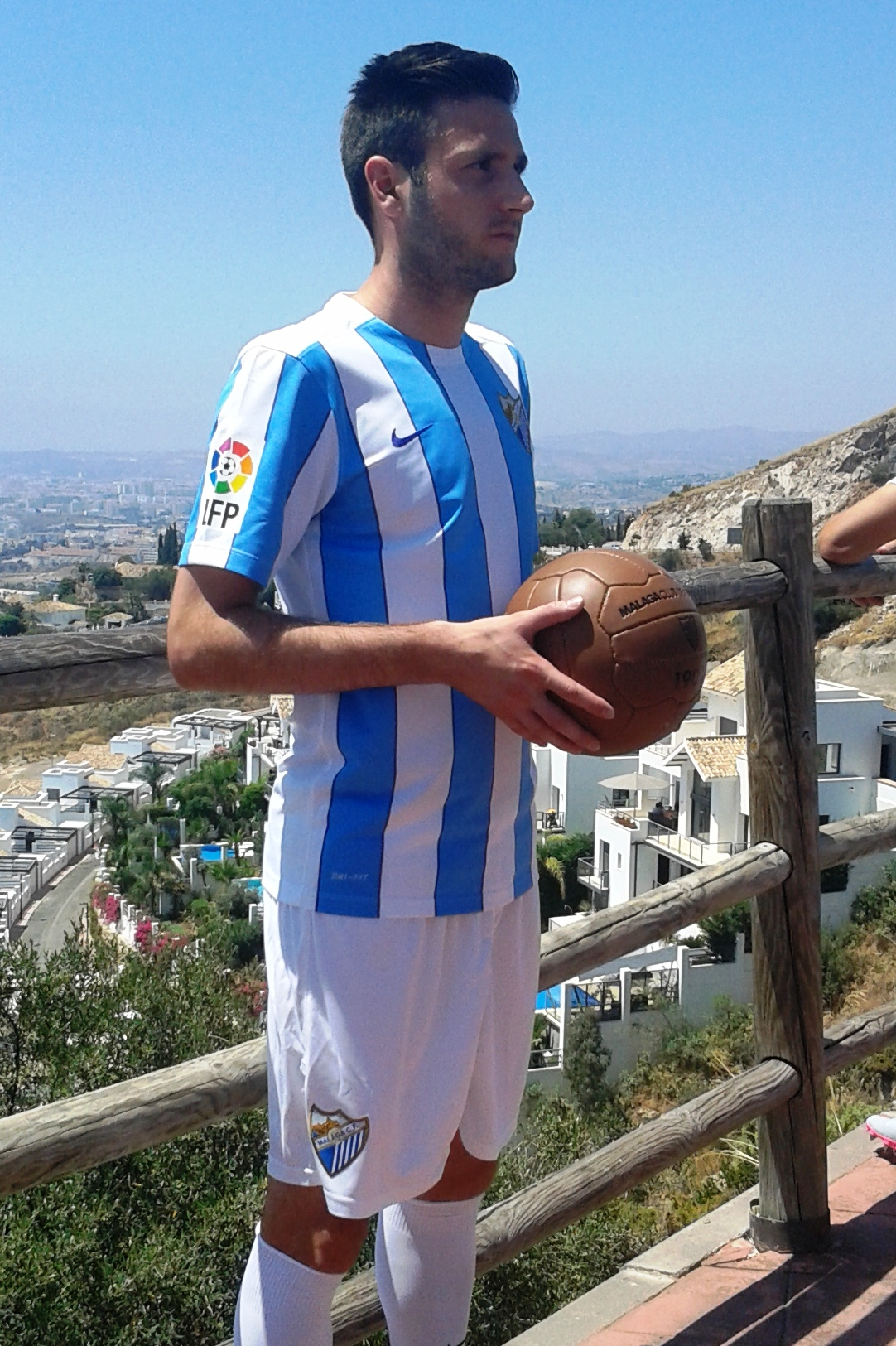
Duje Čop (aanvaller)